# Tschammerpokal 1936 / Gau Mitte
Der Tschammerpokal-Gau-Mitte-Wettbewerb 1936 war der Zweite seiner Art nach seiner Installierung im Jahre 1935. Er stellt die Gau-regionale Vor-Qualifikation für die überregionalen Fußball-Endrunden des Tschammerpokals 1936 dar.

## Modus
Spielberechtigt waren Vereine aus dem Gau Mitte, wobei die Vereine der Bezirksklassen erst ab der Zwischenrunde und die Vertreter der Gauliga erst zur Hauptrunde in den Wettbewerb einstiegen. Auf drei unterklassig besetzte Vorrunden, folgten drei Zwischenrunden, die alle regional begrenzt ausgespielt wurden. Die erste Hauptrunde wurde Gaubezirks-übergreifend ausgetragen. Ab der dritten Hauptrunde, wurden aus den bestehenden reichsweiten Gauen mehrere, sogenannte Gaugruppen nach geographischen Gesichtspunkten gebildet. Meist drei, oder auch vier Gaue bildeten hierbei eine Gaugruppe. Die Vereine aus dem Gau Mitte, mussten sich wiederum mit Vereinen des Gau Nordmark und des Gau Niedersachsen messen. Die Gewinner der Partien der dritten Hauptrunde waren neben den Gau-Meistern der Spielzeit 1935/36, für die 1. Schlussrunde des Tschammerpokals 1936 qualifiziert.
Den Gau Mitte repräsentierend, erreichten mit dem SV Dessau 05, dem FC Wacker Halle, sowie dem amtierenden und damit vor-qualifizierten Gauliga-Meister 1.SV 03 Jena, dann insgesamt leider nur drei Gau-Vertreter die überregionalen Runden der Pokal-Saison 1936. Der Gau Nordmark stellte hierfür fünf und der Gau Niedersachsen vier Vereine für den weiteren Fortgang des Wettbewerbs.
Die drei Vorrunden sind nicht abgebildet, weil sie in Literatur und zeitgenössischen Publikationen in nur äußerst spärlicher Form aufzufinden sind. So beschränkt sich der Inhalt als Gegenstand der statistischen Darstellung, auf die Zwischen- und Hauptrunden des hier beleuchteten Gau Mitte.[ Notiz: unterklassige Vereine ohne automatisches Los-Heimrecht.]
 Ab der ersten Zwischenrunde, bewarben sich insgesamt 114 Vereine der Gau-Region um den Einzug in die erste Schlussrunde.

## 1. Zwischenrunde

### Magdeburg-Anhalt
Die Spiele fanden alle am 1. März 1936 statt.

Es waren 11 Vereine aus der Bezirksklasse Magdeburg-Anhalt und dazu 19 Vereine aus unteren Klassen für die erste Zwischenrunde qualifiziert. [ 30 gesamt ]
[ Regel-Spieltag: Sonntag, 1. März 1936 ]
| Datum  | Heim                          | Ergebnis  | Auswärts                     |
| ------ | ----------------------------- | --------- | ---------------------------- |
| 01.03. | SC 1910 Oschersleben          | 2:1       | FV Fortuna Magdeburg (BK)    |
| 01.03. | MSC Preußen 99 (BK)           | 2:1       | Magdeburger SC 1900          |
| 01.03. | FC Preußen Burg (BK)          | 4:1       | SuS Magdeburg                |
| 01.03. | SV 07 Bernburg (BK)           | 0:1       | FC Wacker Bernburg           |
| 01.03. | Viktoria 03 Zerbst (BK)       | 3:1       | 1. Zerbster FC 1900          |
| 01.03. | Germania 03 Köthen            | 2:3       | SV 09 Staßfurt (BK)          |
| 01.03. | VfL Germania Halberstadt (BK) | 4:4 n. V. | WSV Waggonfabrik Quedlinburg |
| 01.03. | VfL Germania Wernigerode (BK) | 3:2       | SG Blankenburg               |
| 01.03. | Viktoria 09 Stendal (BK)      | 7:2       | Stendaler BC                 |
| 01.03. | Saxonia Tangermünde (BK)      | 3:1       | Fortuna Tangermünde          |
| 01.03. | Askania Aschersleben (BK)     | 4:1       | VfL Hausneindorf             |
| 01.03. | VfB Gr.-Ottersleben           | 0:3       | SF Barleben                  |
| 01.03. | Viktoria Neuhaldensleben      | w/o       | SC Germania0-Jahn 98         |
| 01.03. | SV Gardelegen                 | 5:2       | SV Wustrow                   |
| 01.03. | SV Viktoria Güsten            | 4:0       | SV Merkur Volkstedt          |

#### Wiederholungsspiel
| Datum  | Heim                         | Ergebnis | Auswärts                      |        |
| ------ | ---------------------------- | -------- | ----------------------------- | ------ |
| ??.??. | WSV Waggonfabrik Quedlinburg | -:-      | VfL Germania Halberstadt (BK) | vakant |

### Halle-Merseburg
Die Spiele fanden alle am 1. März 1936 statt.

Es waren 14 Vereine aus der Bezirksklasse Halle-Merseburg und dazu 33 Vereine aus unteren Klassen für die erste Zwischenrunde qualifiziert. [ 47 gesamt ]
[ Regel-Spieltag: Sonntag, 1. März 1936 ]
| Datum  | Heim                      | Ergebnis  | Auswärts                     |        |
| ------ | ------------------------- | --------- | ---------------------------- | ------ |
| 01.03. | VfL Halle 96 (BK)         | 4:2       | SV Mücheln                   |        |
| 01.03. | (BK) Wacker 05 Nordhausen | 6:1       | Germania Ilfeld              |        |
| 01.03. | SV Merseburg 99 (BK)      | 6:3       | VfL 1912 Merseburg           |        |
| 01.03. | SpVgg 1919 Neumark (BK)   | 7:3       | SC Eisdorf                   |        |
| 01.03. | FC Ammendorf 1910 (BK)    | 3:2       | SC Kröllwitz                 |        |
| 01.03. | SV Preußen Biehla         | 1:3       | Wacker 04 Mückenberg (BK)    |        |
| 01.03. | VfL 1911 Bitterfeld (BK)  | 2:0       | VfB Zscherndorf              |        |
| 01.03. | VfB Schkeuditz            | 1:2       | FC Preußen Merseburg (BK)    |        |
| 01.03. | SpVg 1910 Zeitz (BK)      | 5:0       | SC Grana                     |        |
| 01.03. | SV Naumburg 05 (BK)       | 1:1 n. V. | Naumburger BC                |        |
| 01.03. | SV Teuchern               | 2:3       | Schwarz-Gelb Weißenfels (BK) |        |
| 01.03. | SF Naundorf (BK)          | 3:2 n. V. | TuS Taucha                   |        |
| 01.03. | TuRV Weißenfels (BK)      | -:-       |                              | vakant |
| 01.03. | SV Halle 98 (BK)          | -:-       |                              | vakant |
| 01.03. | Hellas 09 Oranienbaum     | 5:8       | VfB Preußen Greppin          |        |
| 01.03. | Viktoria 07 Wittenberg    | 1:2       | SV 07 Wittenberg             |        |
| 01.03. | Rb. Eilenburg             | 5:2       | Union Sandersdorf            |        |
| 01.03. | VfB Bleicherode           | 3:1       | VfB Sollstedt                |        |
| 01.03. | SV H.-Niedersachswerfen   | 1:4       | VfB Gr.-Werther              |        |
| 01.03. | VfB Sangerhausen          | 1:4       | SV Leimbach-Mansfeld         |        |
| 01.03. | SV Landsberg              | 5:2       | SV Nehlitz                   |        |
| 01.03. | SSA Lichtenburg           | -:-       |                              | vakant |
| 01.03. | SV Niederorschel          | -:-       |                              | vakant |

#### Wiederholungsspiel
| Datum  | Heim          | Ergebnis | Auswärts            |        |
| ------ | ------------- | -------- | ------------------- | ------ |
| ??.??. | Naumburger BC | -:-      | SV Naumburg 05 (BK) | vakant |

### Thüringen
Die Spiele fanden alle am 1. März 1936 statt.

Es waren 12 Vereine aus der Bezirksklasse Thüringen und dazu 25 Vereine aus unteren Klassen für die erste Zwischenrunde qualifiziert. [ 37 gesamt ]
[ Regel-Spieltag: Sonntag, 1. März 1936 ]
| Datum  | Heim                       | Ergebnis  | Auswärts                |         |
| ------ | -------------------------- | --------- | ----------------------- | ------- |
| 01.03. | VfB Ronneburg              | 6:0       | MSV Gera (BK)           |         |
| 01.03. | Helios Eisenberg           | 3:2 n. V. | FC Wacker Gera (BK)     |         |
| 01.03. | SV Neustadt/Orla           | 2:1       | FC Thüringen Weida (BK) |         |
| 01.03. | SV Kahla (BK)              | 3:1       | VfB Rudolstadt          |         |
| 01.03. | VfB Apolda (BK)            | 2:1       | VfL 06 Saalfeld         |         |
| 01.03. | SC Oberlind (BK)           | 8:3       | Thuringia Königsee      |         |
| 01.03. | FV Germania Ilmenau (BK)   | 12:10     | FV Geraberg             |         |
| 01.03. | VfB Sömmerda (BK)          | 3:2       | Wacker Mühlhausen       |         |
| 01.03. | Gelb-Rot Meiningen (BK)    | 7:1       | VfL Meiningen           |         |
| 01.03. | SpVgg 06 Zella-Mehlis (BK) | 1:1 n. V. | Panzer-Rgt. Ohrdruf     |         |
| 01.03. | SV 04 Schmalkalden (BK)    | 5:0       | Wacker Salzungen        |         |
| 01.03. | SC 09 Effelder             | 4:4 n. V. | 1. FC 04 Sonneberg (BK) |         |
| 01.03. | FSV Rositz                 | 4:3       | TV Meuselwitz           |         |
| 01.03. | Post SV Weimar             | 5:1       | Turner 66 Apolda        |         |
| 01.03. | SV 09 Arnstadt             | 8:1       | VfR Erfurt              |         |
| 01.03. | Nordstern Mühlhausen       | 2:3 n. V. | VfR Dingelstädt a       | D/Gv/HM |
| 01.03. | SpVg TV 1860 Gotha         | 4:3       | SV Bad Tennstedt        |         |
| 01.03. | TuS Steinbach-Hallenberg   | 3:2 n. V. | SV Schwallungen         |         |
| 01.03. | SpVgg Siemens Neuhaus      | 7:2       | TuS Haselbach           |         |

#### Wiederholungsspiele
| Datum  | Heim                    | Ergebnis | Auswärts                   |        |
| ------ | ----------------------- | -------- | -------------------------- | ------ |
| ??.??. | Panzer-Rgt. Ohrdruf     | -:-      | SpVgg 06 Zella-Mehlis (BK) | vakant |
| ??.??. | 1. FC 04 Sonneberg (BK) | -:-      | SC 09 Effelder             | vakant |

## 2. Zwischenrunde

### Magdeburg-Anhalt
Die Spiele fanden vorwiegend am 15. März 1936 statt.
[ Regel-Spieltag: Sonntag, 15. März 1936 ]
| Datum  | Heim                     | Ergebnis | Auswärts                          |        |
| ------ | ------------------------ | -------- | --------------------------------- | ------ |
| 15.03. | FC Preußen Burg          | 2:1      | SF Barleben                       |        |
| 15.03. | SC 1910 Oschersleben     | 1:0      | Viktoria Neuhaldensleben          |        |
| 15.03. | Viktoria 09 Stendal      | 3:1      | MSC Preußen 99                    |        |
| 15.03. | SV Gardelegen            | 0:4      | Saxonia Tangermünde               |        |
| 15.03. | FC Wacker Bernburg       | 2:1      | SV 09 Staßfurt                    |        |
| 15.03. | Viktoria 03 Zerbst       | 2:0      | Askania Aschersleben              |        |
| ??.??. | VfL Germania Halberstadt | -:-      | G.Wernigerode / Viktoria Güsten b | vakant |

### Halle-Merseburg
Die Spiele fanden vorwiegend am 15. März 1936 statt.
[ Regel-Spieltag: Sonntag, 15. März 1936 ]
| Datum  | Heim                 | Ergebnis  | Auswärts                |           |
| ------ | -------------------- | --------- | ----------------------- | --------- |
| 15.03. | SV Halle 98          | 7:1       | SV Leimbach-Mansfeld    |           |
| 15.03. | VfB Gr.-Werther      | 0:1       | Wacker 05 Nordhausen    |           |
| 15.03. | SV Niederorschel     | 1:1 n. V. | VfB Bleicherode         |           |
| 15.03. | FC Preußen Merseburg | 2:3       | SV Merseburg 99         |           |
| 15.03. | FC 1910 Ammendorf    | 2:0       | SpVgg 1919 Neumark      |           |
| 15.03. | SpVg 1910 Zeitz      | 1:4       | SV Naumburg 05          |           |
| 15.03. | Wacker 04 Mückenberg | 1:2       | SSA Lichtenburg         |           |
| 15.03. | VfB Preußen Greppin  | 2:1       | SV Landsberg            |           |
| 15.03. | SV 07 Wittenberg     | 1:1 n. V. | VfL 1911 Bitterfeld     |           |
| 15.03. | Rb. Eilenburg        | 1:2       | VfL Halle 96            |           |
| ??.??. | SF Naundorf          | -:-       | Schwarz-Gelb Weißenfels | HR vakant |

#### Wiederholungsspiele
| Datum  | Heim                | Ergebnis | Auswärts         |        |
| ------ | ------------------- | -------- | ---------------- | ------ |
| ??.??. | VfB Bleicherode     | -:-      | SV Niederorschel | vakant |
| ??.??. | VfL 1911 Bitterfeld | -:-      | SV 07 Wittenberg | vakant |

### Thüringen
Die Spiele fanden vorwiegend am 15. März 1936 statt.
[ Regel-Spieltag: Sonntag, 15. März 1936 ]
| Datum  | Heim                  | Ergebnis  | Auswärts                 |         |
| ------ | --------------------- | --------- | ------------------------ | ------- |
| 15.03. | FSV Rositz            | 3:2 n. V. | VfB Ronneburg            |         |
| 15.03. | Helios Eisenberg      | 5:3       | SV Neustadt/Orla         |         |
| 15.03. | VfB Sömmerda          | 1:0       | TuRV Weißenfels          |         |
| 15.03. | SV 09 Arnstadt        | 2:1 n. V. | Post SV Weimar           |         |
| 15.03. | SpVg TV 1860 Gotha    | 1:4       | VfR Dingelstädt c        | D/Gv/HM |
| 15.03. | Gelb-Rot Meiningen    | 4:1       | TuS Steinbach-Hallenberg |         |
| 15.03. | SV 04 Schmalkalden    | 5:6       | Panzer-Rgt. Ohrdruf      |         |
| 15.03. | SpVgg Siemens Neuhaus | 6:0       | FV Germania Ilmenau      |         |
| 15.03. | 1. FC 04 Sonneberg    | 1:1 n. V. | SC Oberlind              |         |
| 15.03. | VfB Apolda            | 0:0 n. V. | SV Kahla                 |         |

#### Wiederholungsspiele
| Datum  | Heim        | Ergebnis | Auswärts           |
| ------ | ----------- | -------- | ------------------ |
| 22.03. | SC Oberlind | 5:1      | 1. FC 04 Sonneberg |
| 22.03. | SV Kahla    | 1:0      | VfB Apolda         |

## 3. Zwischenrunde

### Magdeburg-Anhalt
Die Spiele fanden alle am 5. April 1936 statt.
[ Regel-Spieltag: Sonntag, 5. April 1936 ]
| Datum  | Heim                     | Ergebnis  | Auswärts             |         |
| ------ | ------------------------ | --------- | -------------------- | ------- |
| 05.04. | Saxonia Tangermünde      | 1:2       | Viktoria 09 Stendal  |         |
| 05.04. | FC Preußen Burg          | 2:1 n. V. | Viktoria 03 Zerbst   |         |
| 05.04. | VfL Germania Halberstadt | 11:20     | SC 1910 Oschersleben |         |
| 05.04. | FC Wacker Bernburg       | 4:3       | SV Halle 98 d        | H/Gv/HM |

### Halle-Merseburg
Die Spiele fanden alle am 5. April 1936 statt.

[ Regel-Spieltag: Sonntag, 5. April 1936 ]
| Datum  | Heim            | Ergebnis | Auswärts             |         |
| ------ | --------------- | -------- | -------------------- | ------- |
| 05.04. | VfL Halle 96    | 8:2      | VfB Preußen Greppin  |         |
| 05.04. | SV Merseburg 99 | 2:1      | FC 1910 Ammendorf    |         |
| 05.04. | VfR Dingelstädt | 0:4      | Wacker 05 Nordhausen |         |
| 05.04. | SSA Lichtenburg | 1:3      | VfL 1911 Bitterfeld  |         |
| 05.04. | SV Naumburg 05  | 4:1      | Helios Eisenberg e   | E/Gv/TH |

### Thüringen
Die Spiele fanden vorwiegend am 5. April 1936 statt.
[ Regel-Spieltag: Sonntag, 5. April 1936 ]
| Datum  | Heim                | Ergebnis  | Auswärts              |
| ------ | ------------------- | --------- | --------------------- |
| 05.04. | FSV Rositz          | 2:1       | SF Naundorf           |
| 05.04. | VfB Sömmerda        | 5:1       | SV Niederorschel      |
| 05.04. | SV Kahla            | 2:3 n. V. | SV 09 Arnstadt        |
| 05.04. | SC Oberlind         | 3:2       | SpVgg Siemens Neuhaus |
| 26.04. | Panzer-Rgt. Ohrdruf | 2:3 n. V. | Gelb-Rot Meiningen    |

## 1. Hauptrunde
Die Spiele fanden vorwiegend am 19. April 1936 statt.
Zu den 14 qualifizierten Vereinen stießen 9 Gau-Ligisten hinzu. / Auslosung weitgehend geographisch-orientiert gelenkt.
[ Regel-Spieltag: Sonntag, 19. April 1936 ]
| Datum  | Heim                     | Ergebnis  | Auswärts                   |
| ------ | ------------------------ | --------- | -------------------------- |
| 19.04. | FC Preußen Burg          | 3:4 n. V. | CV Magdeburg (GL)          |
| 19.04. | MFC Viktoria 96 (GL)     | 2:1       | Viktoria 09 Stendal        |
| 19.04. | SV Dessau 05 (GL)        | 4:2       | VfL Halle 96               |
| 19.04. | VfL Germania Halberstadt | 6:3       | FV Sportfreunde Halle (GL) |
| 19.04. | FC Wacker Bernburg       | 2:3       | SV Merseburg 99            |
| 19.04. | VfL 1911 Bitterfeld      | 1:2       | FC Wacker Halle (GL)       |
| 19.04. | FSV Rositz               | 7:2       | SV Naumburg 05             |
| 19.04. | 1. FC 07 Lauscha (GL)    | 3:1       | SC Oberlind                |
| 26.04. | SC Erfurt 95 (GL)        | 1:2       | VfB Sömmerda               |
| 26.04. | SV 09 Arnstadt           | 3:1       | SpVgg 02 Erfurt (GL)       |
| 03.05. | Wacker 05 Nordhausen     | 0:1       | Gelb-Rot Meiningen         |
| /      | SV 08 Steinach (GL)      | Freilos   |                            |

## 2. Hauptrunde
Die Spiele fanden vorwiegend am 3. Mai 1936 statt.
Zu den 14 qualifizierten Vereinen, stießen 9 Gau-Ligisten hinzu. / Auslosung weitgehend geographisch-orientiert gelenkt.
[ Regel-Spieltag: Sonntag, 3. Mai 1936 ]
| Datum  | Heim                     | Ergebnis | Auswärts           |
| ------ | ------------------------ | -------- | ------------------ |
| 03.05. | CV Magdeburg             | 0:2      | SV Dessau 05       |
| 03.05. | VfL Germania Halberstadt | 2:1      | MFC Viktoria 96    |
| 03.05. | SV Merseburg 99          | 2:1      | FSV Rositz         |
| 03.05. | 1. FC 07 Lauscha         | 4:1      | SV 09 Arnstadt     |
| 03.05. | VfB Sömmerda             | 5:1      | SV 08 Steinach     |
| 17.05. | FC Wacker Halle          | 1:0      | Gelb-Rot Meiningen |

## 3. Hauptrunde

### Gaugruppe 1
Die Spiele fanden vorwiegend am 17. Mai 1936 statt.
In der dritten Hauptrunde trafen achtzehn qualifizierte Vereine der gesamten Gaugruppe nach freier Auslosung aufeinander.
[ Regel-Spieltag: Sonntag, 17. Mai 1936 ]
| Datum  | Heim                             | Ergebnis  | Auswärts                       |
| ------ | -------------------------------- | --------- | ------------------------------ |
| 17.05. | SV Dessau 05 (GL MI)             | 2:1       | Hamburger SV (GL NM)           |
| 17.05. | VfL Germania Halberstadt (BK MA) | 2:3       | SC Victoria Hamburg (GL NM)    |
| 17.05. | SV Merseburg 99 (BK HM)          | 1:1 n. V. | VfB Peine (GL NS)              |
| 17.05. | Altonaer FC 93 (GL NM)           | 6:0       | Eintracht Braunschweig (GL NS) |
| 17.05. | SV Polizei Lübeck (GL NM)        | 3:0       | FC Borussia Harburg (GL NS)    |
| 17.05. | SV Algermissen (GL NS)           | 3:0       | VfB Sömmerda (BK TH)           |
| 17.05. | Hannover 96 (GL NS)              | 4:0       | 1. FC 07 Lauscha (GL MI)       |
| 17.05. | VfB Komet Bremen (GL NS)         | 2:2 n. V. | KSV Holstein Kiel (GL NM)      |
| 24.05. | FC Wacker Halle (GL MI)          | 3:2       | SV Herta Uhlenhorst (BK HH)    |

#### Wiederholungsspiele
| Datum  | Heim                      | Ergebnis | Auswärts                 |
| ------ | ------------------------- | -------- | ------------------------ |
| ??.??. | VfB Peine (GL NS)         | w/o      | SV Merseburg 99 (BK HM)  |
| ??.??. | KSV Holstein Kiel (GL NM) | 4:1      | VfB Komet Bremen (GL NS) |

## Qualifikanten & Verlauf
Folgende 12 Vereine qualifizierten sich demnach für die weiteren Runden des Wettbewerbs.
| Gau                 | Qualifikation als: | Qualifikation als:                                                           |
| Gau                 | Gaumeister 1935/36 | Sieger der Vor-Qualifikation                                                 |
| ------------------- | ------------------ | ---------------------------------------------------------------------------- |
| Nordmark [ 5 ]      | Eimsbütteler TV    | SC Victoria Hamburg - Altonaer FC 93 - SV Polizei Lübeck - KSV Holstein Kiel |
| Niedersachsen [ 4 ] | SV Werder Bremen   | VfB Peine - SV Algermissen - Hannover 96                                     |
| Mitte [ 3 ]         | 1. SV 03 Jena      | SV Dessau 05 - FC Wacker Halle                                               |

Ab 7. Juni 1936 nahm die Gaugruppe 1 (Nordmark / Niedersachsen / Mitte), dann mit insgesamt 12 Vereinen (9 + 3), an der 1. Schlussrunde des weiteren Wettbewerbs teil.
 Die drei Vereine des Gau Mitte, (3 Auswärtsspiele), erwiesen sich in dieser ersten überregional-gespielten Runde allesamt als nicht wirklich konkurrenzfähig, indem sie völlig enttäuschend und chancenlos ausschieden.
[ (1) VfB Leipzig vs. Jena 5-0   /   (2) SC Victoria Hamburg vs. Dessau 6-1   /   (3) BC Hartha vs. Halle 8-0 ]

## Legende
- GL = Gauliga
  - NM = Nordmark //  NS = Niedersachsen // MI = Mitte
- BK = Bezirksklasse
  - MA = Magdeburg-Anhalt // HM = Halle-Merseburg // TH = Thüringen
  - HH = Hamburg
- NA = Neuansetzung / WS = Wiederholungsspiel
- n.a. = nicht abgebildet // n.V. = nach Verlängerung
- Gv = Gastverein
- w/o = walkover (kampflos)